# Gnaius Calpurnius Piso
Gnaius Calpurnius Piso (Latijnse naam: Cn. Calpurnius Cn. f. Cn. n. Piso) was een prominent Romeins senator en zoon van Gnaius Calpurnius Piso, van wie hij zijn trots en arrogantie zou hebben geërfd.

## Leven

### Begin van een politieke carrière

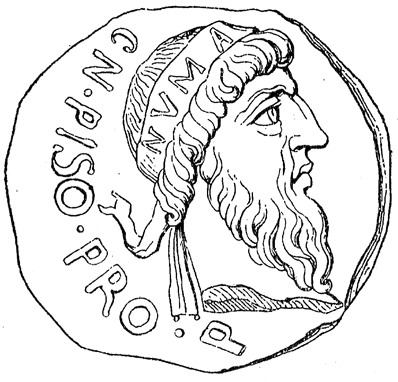
Munt met de beeltenis van Numa Pompilius, geslagen door Gnaius Cornelius Piso (legende: CN·PISO·PRO·P).

In 7 v.Chr. was hij consul samen met Tiberius met wie hij bevriend was geraakt. Hij werd door Augustus als legatus Augusti pro praetore naar Hispania uitgezonden, waar hij zichzelf gehaat maakte door zijn wreedheid en inhaligheid. Hij werd door Tacitus genoemd als een van de door Augustus in zijn laatste gesprekken aangeduide capax imperii (“mogelijke opvolger”), hoewel zijn naam niet zeker is.

### Gouverneur in Syria
Toen Germanicus, Tiberius' adoptiezoon, die geliefd was bij de soldaten en het volk, in 18 n. Chr. tot taak kreeg de provinciae in het oosten te bezoeken en te reorganiseren, koos Tiberius Piso uit om de jongeman, bekend door zijn impulsiviteit, in het oog te houden als diens adiutor  (“leidsman”) en stelde hem daarom aan over Syria. Men geloofde dat hij van Tiberius geheime instructies had gekregen en dat zijn echtgenote Munatia Plancina, die even trots en hautain als haar echtgenoot was, door Livia was aangespoord om met Agrippina maior te rivaliseren en haar te ergeren. Want men hoorde hoe Piso alle wensen en maatregelen van Germanicus tegenwerkte, terwijl zijn vrouw constant Agrippina wist te beledigen. Germanicus ontdekte in 19, nadat hij Alexandria et Aegyptus had bezocht (iets wat hij eigenlijk niet had mogen doen zonder Tiberius' expliciete toestemming), dat al zijn bevelen waren genegeerd. Daaruit ontstond de heftige twist tussen hem en Piso. En toen de eerste ziek werd in de herfst van dat jaar, geloofde hij dat hij door Piso en Plancina was vergiftigd. Germanicus zou uiteindelijk op 10 oktober 19 in Syria sterven. Voor zijn dood had hij Piso bevolen Syria te verlaten en Gnaius Sentius Saturninus aangesteld als diens opvolger. Piso deed een poging om zijn provincia terug te winnen, maar de soldaten weigerden hem te gehoorzamen, en Sentius verjoeg hem uit Syria.

### Terugkeer naar Rome en proces
In de hoop dat hij de steun zou krijgen van zijn vriend Tiberius trok hij naar Rome (20), maar hij werd door het volk met de grootste afkeer ontvangen. Want hoewel het niet te achterhalen viel of Piso Germanicus nu had vergiftigd of niet - Tacitus geeft openlijk toe dat er geen enkel bewijs tegen hem was -, was het volk zo zeker van Piso's schuld dat Tiberius een onderzoek door de senaat niet kon weigeren. Maar voordat het onderzoek kon worden afgesloten, werd Piso op een morgen met doorgesneden keel en met zijn zwaard naast hem liggend teruggevonden in zijn kamer. Men nam aan dat hij uit vrees voor een veroordeling, zelf een eind aan zijn leven had gemaakt, maar anderen geloofden dat Tiberius hem ter dood had laten brengen. Door de invloed van Livia werd Plancina vrijgesproken. Zijn twee zonen Gnaius en Marcus, deze was bij hem in Syria geweest, waren opgenomen in de aanklacht tegen hun vader, maar vergeven door Tiberius, die de straf matigde die de senaat na de dood van Piso had uitgesproken. De veroordeling van Piso door de senaat zou als opschrift worden aangebracht in alle provinciahoofdsteden.

## Antieke bronnen
- Tabula Siarensis
- Seneca, de Ira I 16.3-5.
- Suetonius, Tiberius 52.3, Caligula 2.
- Tacitus, Annales I 13.3, II 43.2-4, 55, 57, 58.2, 69, 70, 71.1, 73.4, 74.1, 75.2, 76-82.1, III 7.1, 8-18.
- Cassius Dio, LVII 18.9.

## Verder lezen
- C. Damon, The Trial of Cn. Piso in Tacitus' Annals and the Senatus Consultum de Cn. Pisone Patre: New Light on Narrative Technique, in American Journal of Philology 120 (1999), pp. 143–162. (interessant artikel waarin Tacitus' narratieve techniek wordt ontleed aan de hand van het Senatus Consultum de Cn. Pisone Patre)